# Painkiller: Hell & Damnation
Painkiller: Hell & Damnation è un videogioco sparatutto in prima persona, sviluppato da The Farm 51 e pubblicato dalla Nordic Games il 31 ottobre 2012 per PC.
Disponibile inizialmente solo per Microsoft Windows, è uscito successivamente per Xbox 360 e PlayStation 3 il 5 aprile 2013.
È un remake dello sparatutto Painkiller uscito nel 2004.